# August Gottlieb Spangenberg
August Gottlieb Spangenberg (15 de julho de 1704 – 18 de setembro de 1792) foi um teólogo, ministro e bispo alemão da Igreja Morávia. Como sucessor de Nicolaus Zinzendorf como bispo da Igreja Morávia, ele ajudou a desenvolver e liderar as missões morávias internacionais na era colonial da Província da Pensilvânia e estabilizou a teologia e organização morávia.

## Vida inicial e educação
Spangenberg nasceu em Klettenberg, Sacro Império Romano-Germânico, na atual Hohenstein, Thuringia, Alemanha. Seu pai, Georg Spangenberg, era pastor e inspetor eclesiástico. Aos 13 anos, Spangenberg deixou um orfanato para frequentar a escola secundária em Ilfeld. Em 1722, ele ingressou na Universidade de Jena, onde estudou direito. Johann Franz Buddeus, um professor, o acolheu em sua família e providenciou uma bolsa de estudos. Spangenberg logo abandonou o direito pela teologia, obtendo seu diploma em 1726 e começou a dar palestras gratuitas sobre teologia.

## Carreira
Spangenberg teve uma participação ativa em uma união religiosa de estudantes, apoiando escolas gratuitas para crianças pobres estabelecidas nos subúrbios de Jena e no treinamento de professores.
Em 1728, o Conde Nicolaus Zinzendorf visitou Jena, e Spangenberg o conheceu. Em 1730, Spangenberg visitou a colônia morávia em Herrnhut e fundou um "collegium pastorale practicum" para o cuidado dos doentes e pobres em Jena, que as autoridades dissolveram por ser uma "instituição zinzendorfiana", vista como um desafio ao estado. Spangenberg visitou a colônia morávia, cuja abordagem o atraiu.
Suas palestras gratuitas em Jena foram amplamente aceitas. Gotthilf Francke lhe ofereceu o cargo de professor assistente de teologia e superintendente das escolas conectadas com seu orfanato em Halle. Ele aceitou a oferta em setembro de 1732. Mas diferenças entre os pietistas de Halle e Spangenberg surgiram, com Spangenberg considerando sua vida religiosa muito formal, externa e mundana. Os pietistas não podiam sancionar sua indiferença comparativa à doutrina e sua tendência ao separatismo eclesiástico na vida da igreja.
A decisão de Spangenberg de participar de observâncias privadas da Ceia do Senhor e sua conexão com o Conde Zinzendorf levaram as questões a uma crise. O Senado da Faculdade de Teologia lhe deu a alternativa de fazer penitência, submeter-se aos seus superiores e separar-se de Zinzendorf, ou deixar a questão ser resolvida pelo rei, a menos que preferisse "deixar Halle silenciosamente". O caso foi para o rei, que ordenou que os militares expulsassem Spangenberg de Halle, o que fizeram em 8 de abril de 1733.
No início, Spangenberg foi para Jena, mas Zinzendorf procurou garantir sua colaboração como companheiro de trabalho, embora o conde desejasse obter dele uma declaração que removesse dos pietistas de Halle toda a culpa em relação ao rompimento. Spangenberg foi para Herrnhut e encontrou seu trabalho de vida com a Igreja Morávia, tornando-se seu principal teólogo, apologista, estadista e corretor ao longo de uma extensa carreira de 60 anos. Os morávios universalmente se referiam a Spangenberg como "Irmão José" porque, como José em Gênesis, ele cuidava de seus Irmãos.
Nos primeiros trinta anos de sua carreira, de 1733 a 1762, seu trabalho foi principalmente dedicado à supervisão e organização das extensas missões na Alemanha, Inglaterra, Dinamarca, Países Baixos, Suriname e outros lugares.
Um dos empreendimentos especiais de Spangenberg foi na Província da Pensilvânia no que era então a era colonial da América Britânica, onde ele trouxe os seguidores dispersos de Caspar Schwenckfeld para a fé morávia. Em 1741 e 1742, ele viajou para a Inglaterra para arrecadar fundos para sua missão e obter a sanção do Arcebispo de Canterbury.
Durante a segunda metade deste período missionário de sua vida, Spangenberg serviu como bispo da Igreja Morávia na Pensilvânia, onde supervisionou suas igrejas morávias. Ele ajudou a arrecadar dinheiro para defender as Treze Colônias durante a Guerra dos Sete Anos, e escreveu como apologista da Igreja Morávia contra críticas dos luteranos e do pietismo. Ele moderou o misticismo de Zinzendorf, trazendo uma natureza simples e prática ao seu trabalho teológico.
Em 1761, Spangenberg visitou Emmaus, Pensilvânia, então uma das quatro principais comunidades morávias nas Treze Colônias, e anunciou o novo nome da cidade como Emmaus: "Agora aqui construímos uma pequena aldeia; para sua conclusão damos tudo. Aqui, também, nossos corações dentro flamejam; Emmaus então será seu nome".
Os segundos trinta anos de seu trabalho, entre 1762 e 1792, foram amplamente dedicados à consolidação da Igreja Morávia alemã. Após a morte de Zinzendorf em 1760, ele retornou a Herrnhut, onde a organização morávia precisava de ajuda.
Em 1777, Spangenberg foi encomendado para redigir a Idea Fidei Fratrum, um compêndio da fé cristã dos Irmãos Unidos, que se tornou a declaração aceita da crença morávia. Comparado aos escritos de Zinzendorf, seu livro exibiu o equilíbrio e moderação que Spangenberg expressou.
A Idea Fidei Fratrum é um relato da doutrina que se mantém próximo às palavras da Escritura. Há pouco nela de raciocínio teológico abstrato. Spangenberg deixa claras suas opiniões sobre certas questões controversas. Uma delas, por exemplo, é a questão da dupla predestinação, incluindo danação e salvação, sobre a qual ele escreveu:
"Se resumirmos o que foi deduzido da Escritura sobre o Pai, Filho e Espírito Santo, podemos responder à pergunta: Se Deus gostaria que todos os homens fossem salvos? com um confiante, Sim. Há nele o desejo mais fervoroso, e a vontade mais séria de que todos nós devêssemos ser salvos."
Ele forneceu vários textos para justificar esta posição, escrevendo que Jesus sofreu a perda da glória e as dores da vida humana e morte para salvar todas as pessoas. O Espírito Santo, ele argumentou, faz esforços incansáveis para repreender o mundano por seu pecado, escrevendo: "Deus ordenaria a todos os homens em todo lugar se arrependessem, e ainda assim não desejaria que todos os homens fossem salvos? Quem pode formar tal pensamento do Deus da Santidade e Verdade?"
Nos anos finais de sua vida, Spangenberg dedicou atenção especial à educação dos jovens.

## Morte

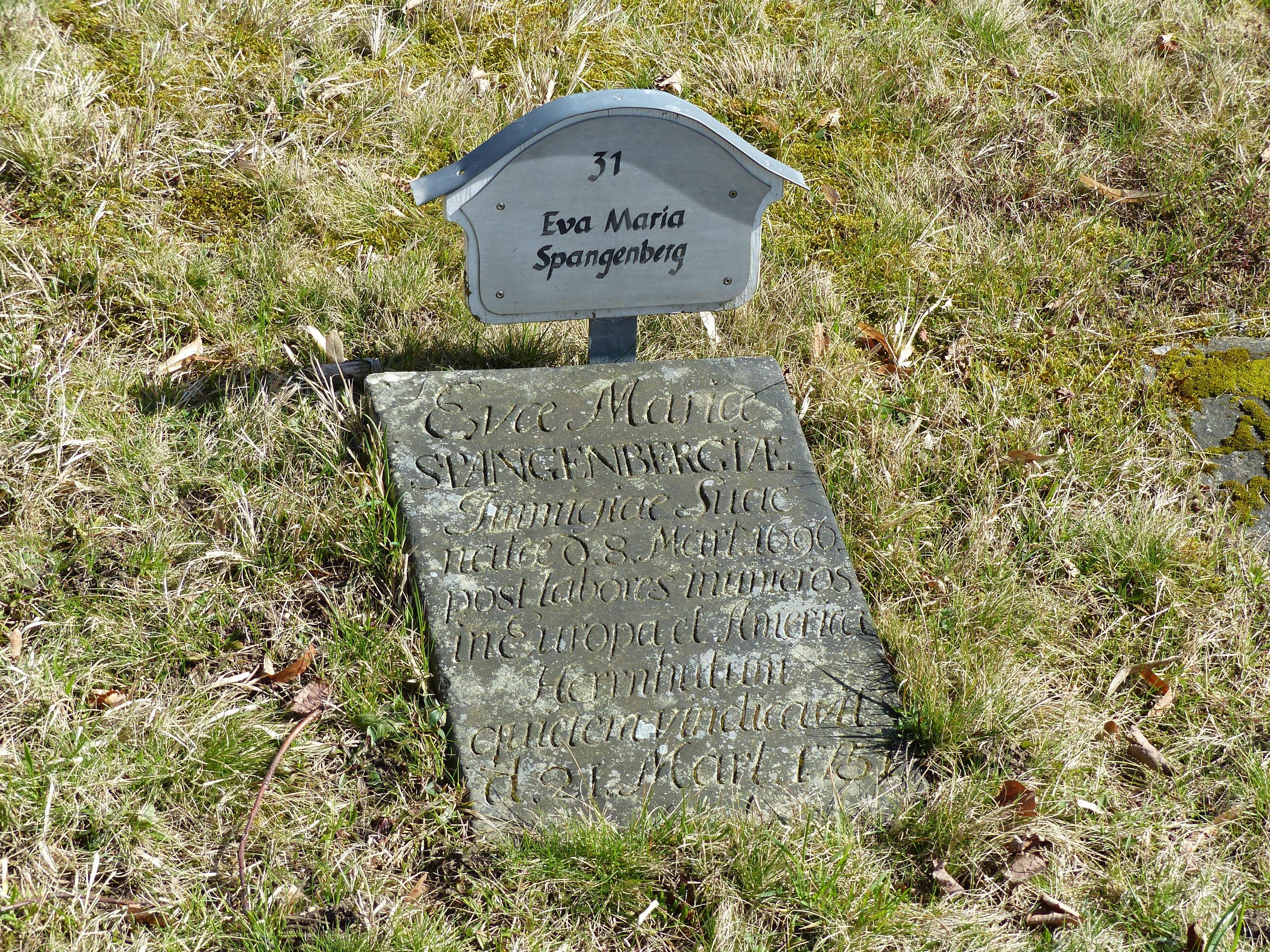
Túmulo de Spangenberg no Acre de Deus em Herrnhut, Alemanha

Spangenberg morreu em Berthelsdorf em 18 de setembro de 1792, e foi enterrado no Acre de Deus em Herrnhut.

## Obras
- Idea fidei fratrum (Barby, 1782; traduzido para o inglês por La Trobe sob o título Exposition of Christian Doctrine, London, 1784)
- Declaration über die seither gegen uns ausgegangenen Beschuldigungen sonderlich die Person unseres Ordinarius (Zinzendorf) betreffend, uma obra polêmica em defesa de Zinzendorf (Leipzig, 1751)
- Apologetische Schlußschrift, uma obra polêmica em defesa de Zinzendorf (1752)
- Leben des Grafen Zinzendorf (3 vols., Barby, 1772-1774; tradução inglesa resumida, London, 1838)
- numerosos hinos.